# نیکولاس کاستیو
نیکولاس ایگناسیو کاستیو مورا (اسپانیایی: Nicolás Ignacio Castillo Mora‎؛ زادهٔ ۱۴ فوریهٔ ۱۹۹۳) بازیکن فوتبال اهل شیلی است.

## باشگاهی
از باشگاه‌هایی که در آن بازی کرده‌است می‌توان به ماینتس ۰۵، فروزینونه، کلوب بروخه، بنفیکا و آمریکا اشاره کرد.

## تیم ملی
وی همچنین در تیم ملی فوتبال شیلی بازی کرده‌است.